# Andrieus d'Andres
Andrieus d'Andres est un figure d'Arts plastiques, créé par l'artiste  Rodin . Elle fait partie de son groupe figuratif Les Bourgeois de Calais .

## Versions

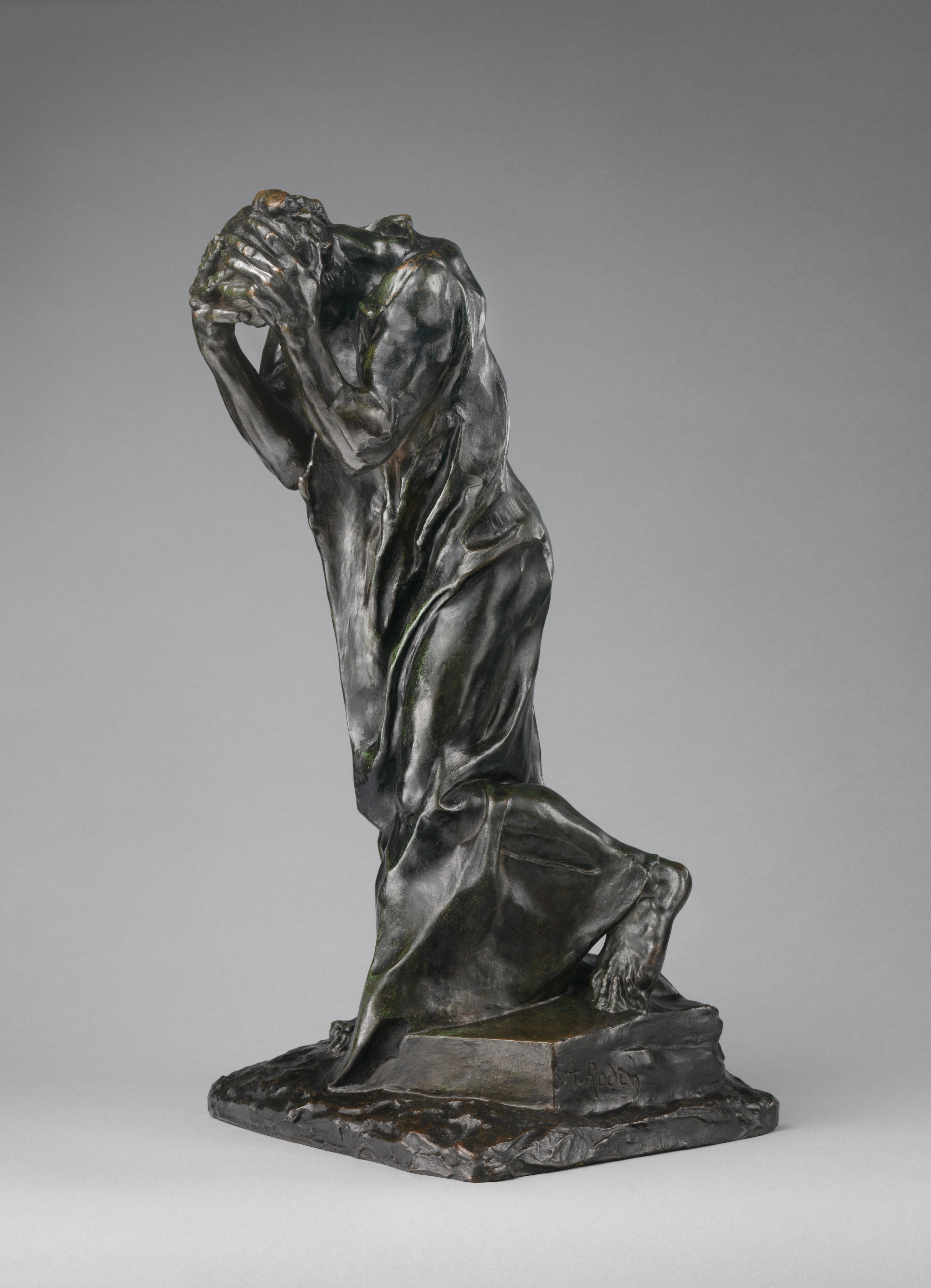
Le citoyen qui pleure H=198,1 cm L=127 cm P=83,8 cm

Rodin a formé des études individuelles de chaque personnage du groupe. La première étude de d'Andres est nue comme les cinq autres figures. La figurine finie est munie d'une robe simple. La sculpture Andrieus d'Andres a été achevée en 1885.

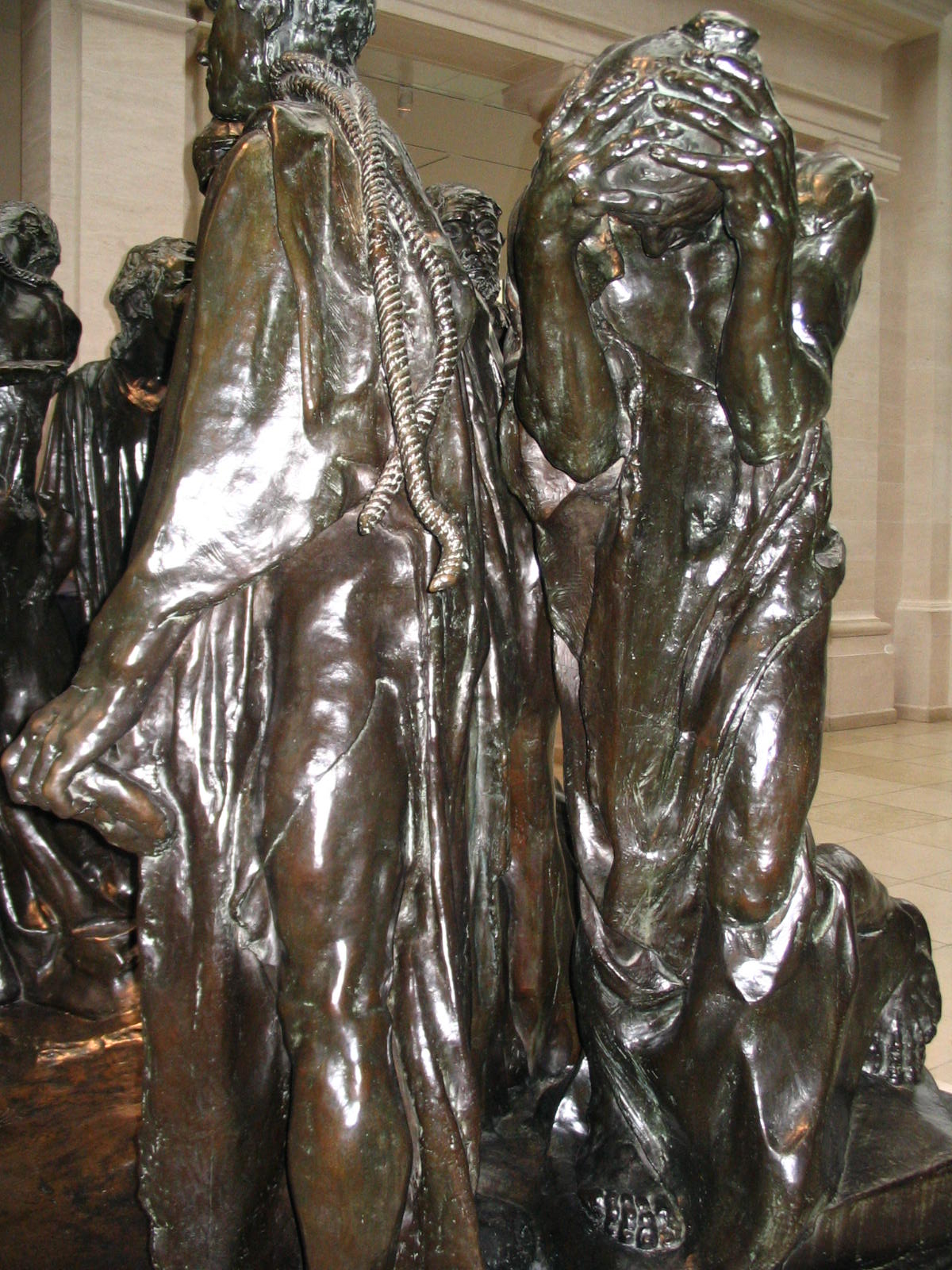
au groupe

## Galerie

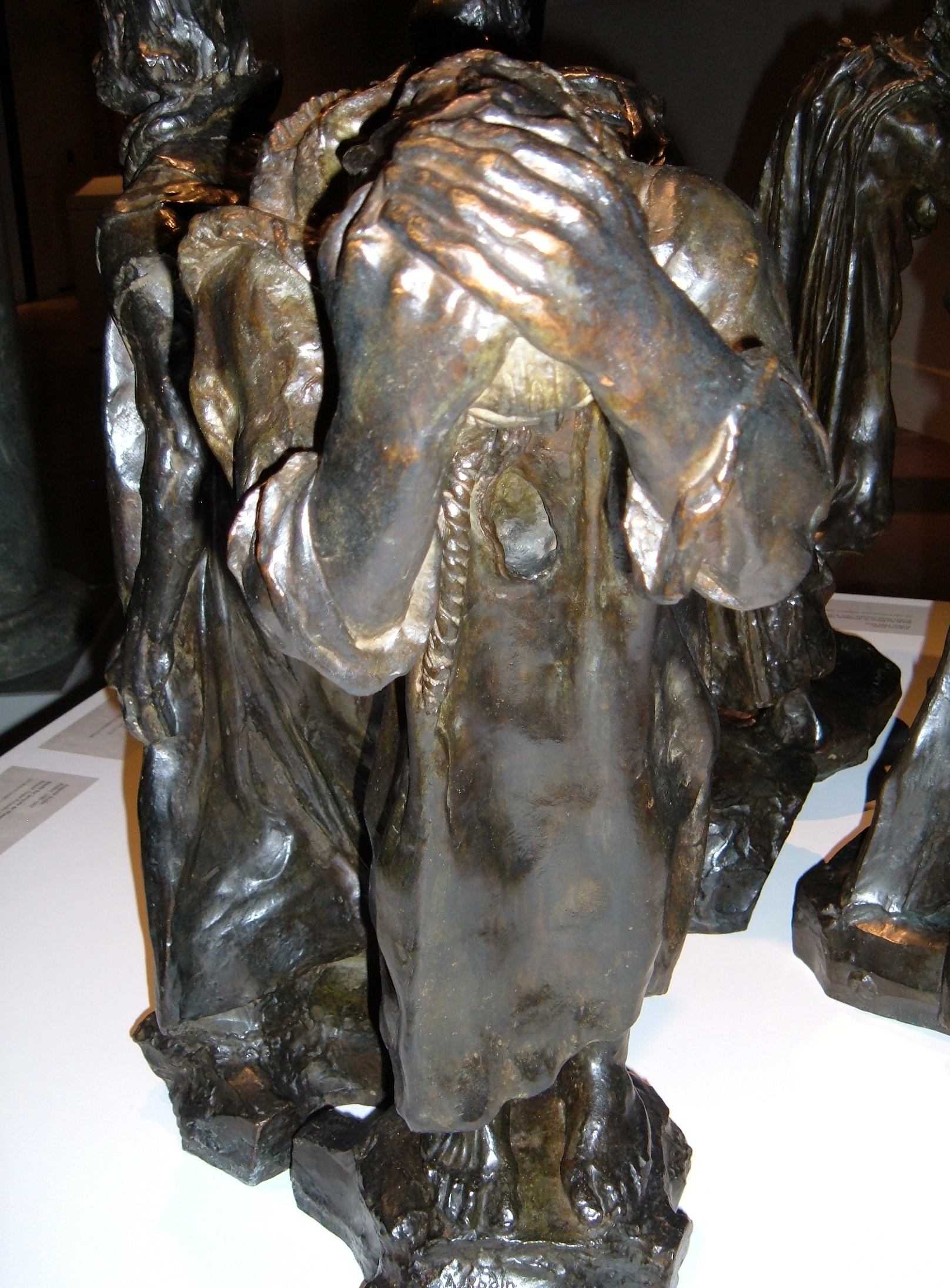
Étude
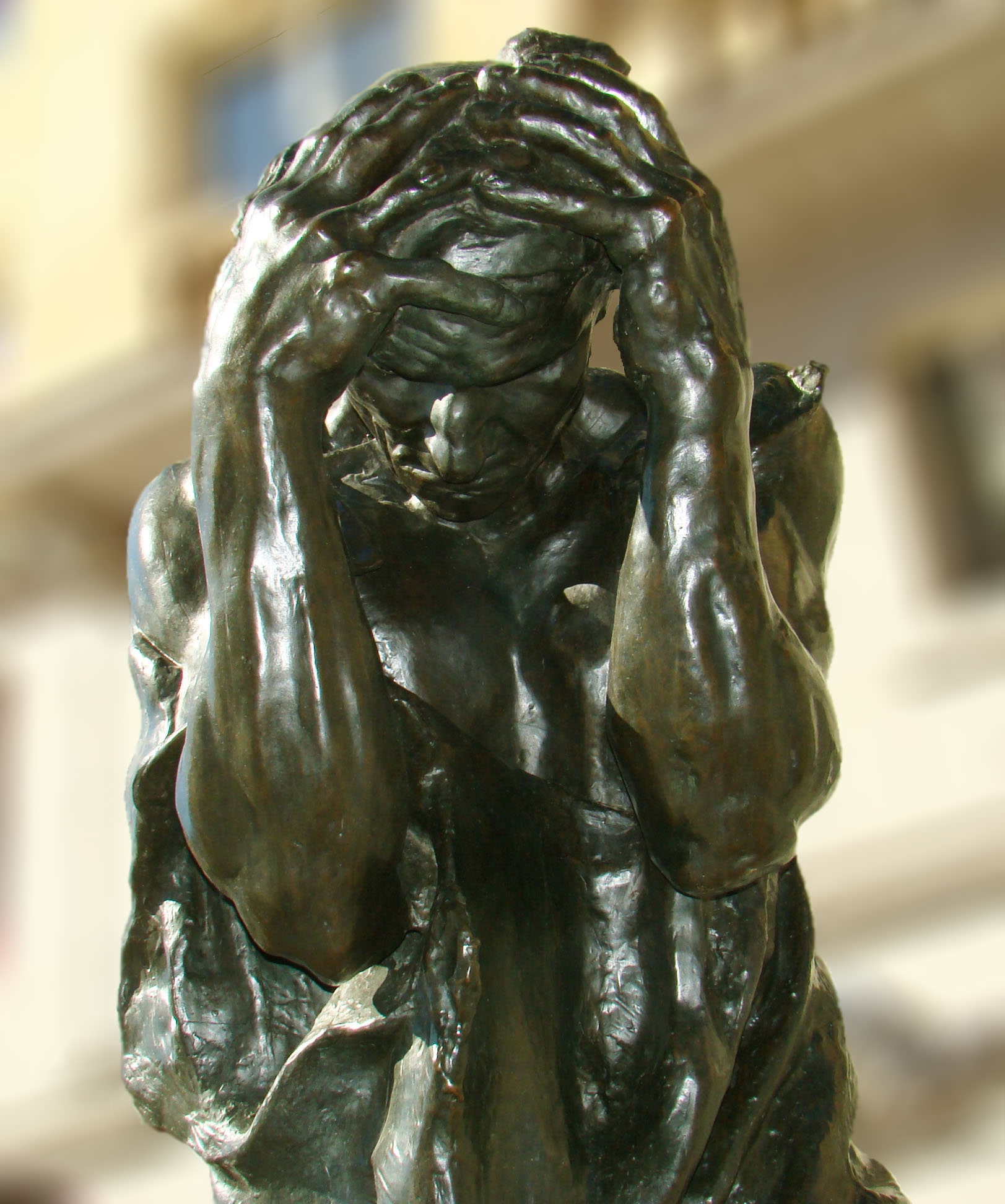
De l'avant
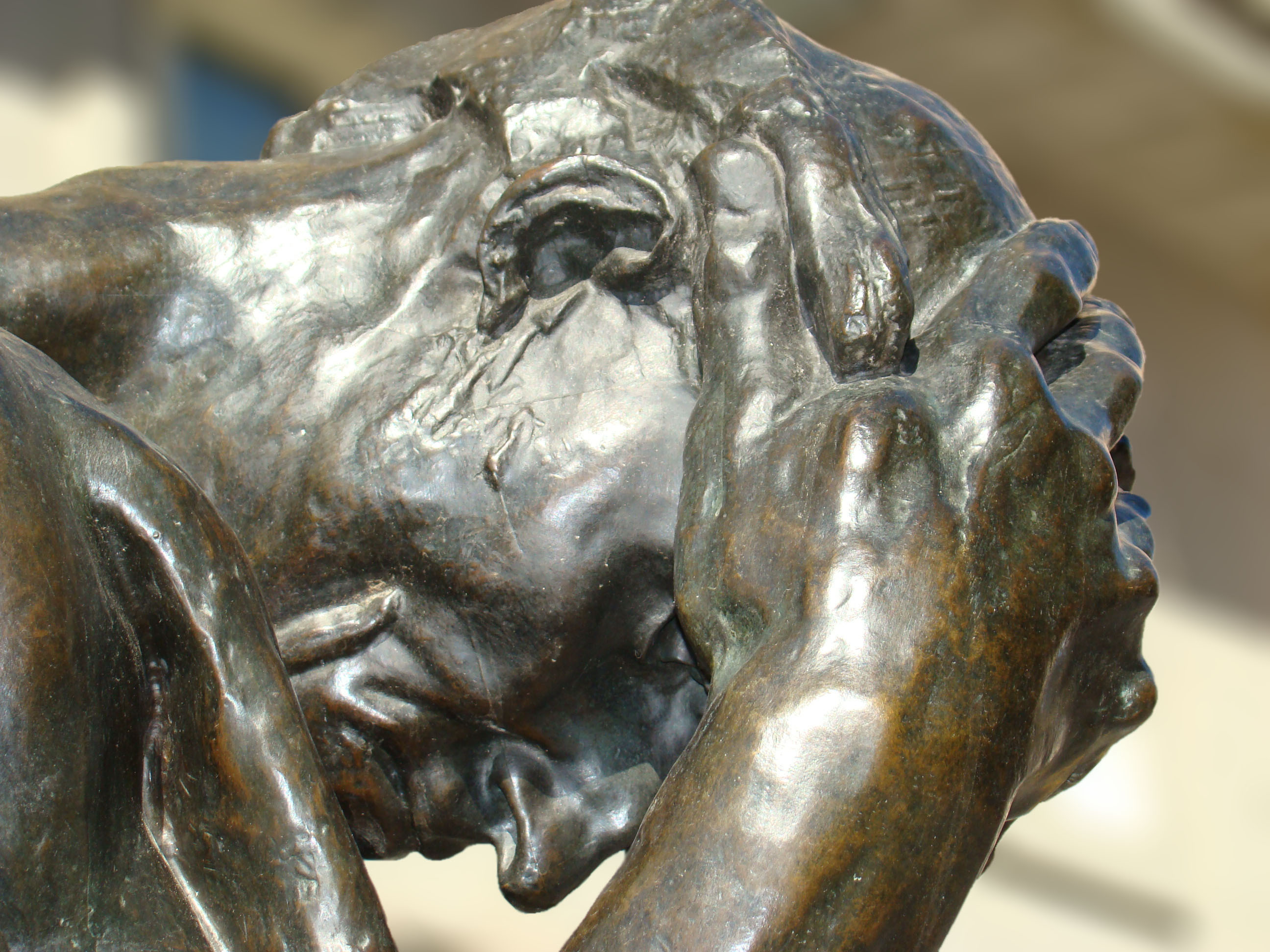
Tête
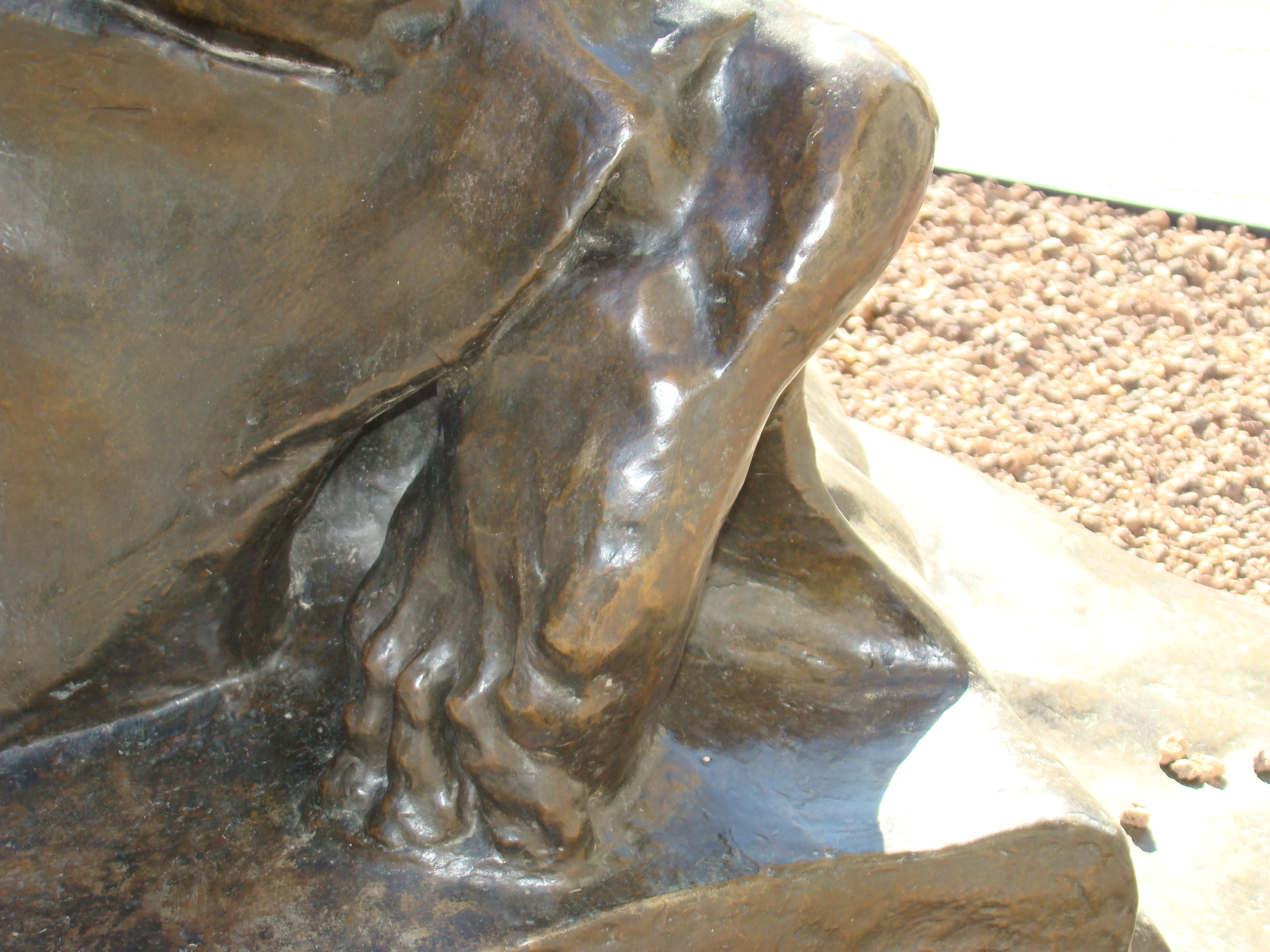
Pied

## Musées
Les musées où la figure est exposée comprennent: 
- Musée Rodin, Paris
- Ny Carlsberg Glyptotek, Copenhague
- Musée d'Israël Jérusalem
- Galerie Rodin, Séoul
- Musée national d'art occidental, Tokyo
- Jardin de sculptures de la National Gallery of Australia, Canberra
- Norton Simon Museum à Pasadena, Californie
- Jardin de sculptures du musée Smithsonian Hirshhorn, Washington, DC
- Musée Rodin à Philadelphie
- Metropolitan Museum of Art, New York . les chiffres sont regroupés
- Musée de Brooklyn
- Musée d'art de Bâle .